# Amblyseius perplexus
Amblyseius perplexus är en spindeldjursart som beskrevs av Denmark och Evans 1999. Amblyseius perplexus ingår i släktet Amblyseius och familjen Phytoseiidae. Inga underarter finns listade i Catalogue of Life.